# Paulo Ribeiro
Paulo Ribeiro (Lisboa, 1959) é um bailarino e coreógrafo. Ele fundou a  Paulo Ribeiro em 1995 e da qual é o director artístico actualmente. Foi ainda director do Teatro Viriato (1998-2016), em Viseu, do Ballet Gulbenkian (2003-2005), da Companhia Nacional de Bailado (2016-2018), e da Casa da Dança em Almada (2019-2020). 

## Início da Vida
Paulo Ribeiro iniciou os seus estudos em dança na Escola do Ballet Contemporain De Bruxelles e na Escola Mudra de Maurice Béjart. Após formação descontinuada entre estas duas instituições, dançou em várias companhias na Bélgica e em França, entre eles, o Ballet da Ópera de Lyon em 1982.
Em 1984 cofunda a companhia Stridanse em Paris e produz as suas primeiras iniciativas coreográficas para as quais obtém reconhecimento em concursos locais.
Regressa a Portugal em 1988 e colabora com a recém criada Companhia de Dança de Lisboa, onde começa por ser bailarino e é mais tarde convidado para criar Taquicardia (1989), que é apresentada no largo do Rossio em Lisboa. Logo depois lhe é encomendada a sua primeira peça para o Ballet Gulbenkian, onde estreia Ad Vitam. Um ano mais tarde cria o solo Modo de Utilização (1991), interpretado por si próprio, que viria a representar Portugal no Festival Europália 91, em Bruxelas. 
A sua carreira de coreógrafo ganhou maior relevo internacional a partir de então, com a criação de obras para grandes companhias de repertório como o Nederlands Dans Theater II, Nederlands Dans Theater III, o Grand Théâtre de Genève, o Centre Chorégraphique de Nevers e o Ballet de Lorraine. Para o Ballet Gulbenkian criou ainda Percursos Oscilantes, Inquilinos, Quatro Árias de Ópera, Comédia Off -1, White e Organic Beat.
Em 1994, é convidado, no contexto da Capital Europeia da Cultura - Lisboa 94, juntamente com a coreógrafa Clara Andermatt, para "concretizar um projecto inspirado no encontro com Cabo Verde, a sua dança e a sua música." Dançar Cabo Verde, resultado dessa comissão, tendo recebido o Prémio Acarte/Maria Madalena de Azeredo Perdigão.
Em 1995, funda a Companhia Paulo Ribeiro e cria Sábado 2, peça que convoca “memórias sobre a política de vigilância punitiva e as suas sanções normalizadoras exercidas sobre os corpos durante o regime fascista em Portugal.” Segue-se O Rumor dos Deuses (1996) onde Ribeiro transita para um conflito oposto, desta vez “interior, do indivíduo consigo próprio”.
A estética de Paulo Ribeiro configurar-se-ia de forma distinta com o contributo dos bailarinos Joana Novaes, Leonor Keil, Paula Moreno e Peter Michael Dietz que o acompanharam na prossecução do projeto da companhia, na pesquisa e desenvolvimento de uma assinatura coreográfica comum, salvaguardando a sua individualidade. Seguem-se Azul Esmeralda, Memórias de Pedra – Tempo Caído, Orock, Ao Vivo, Comédia Off , Tristes Europeus – Jouissez Sans Entraves, Silicone Não, Memórias de um Sábado com rumores de azul, Malgré Nous, Nous Étions Là, Masculine, Feminine, Maiorca e Paisagens – onde o negro é cor, Jim, Sem um tu não pode haver um eu e recentemente e A Festa (da insignificância).
Em mais de vinte anos de atividade, a companhia ocupa um importante lugar no panorama da dança contemporânea portuguesas, apresentando-se regularmente nas principais salas de espetáculo nacionais, bem como por toda a Europa, Brasil e Estados Unidos da América. Entre 1998 e 2016, a companhia fez parte do Teatro Viriato, em Viseu, onde desenvolveu a sua actividade de criação e produção das obras de Paulo Ribeiro. Associado à companhia está ainda associado um projeto de formação junto da comunidade viseense que inclui cursos e aulas regulares de dança e de teatro na escola de dança Lugar Presente e produz também projetos específicos para o público escolar.
Em paralelo ao seu projeto artístico, Paulo Ribeiro foi comissário do ciclo Dancem, em 1996 e 1997, no Teatro Nacional S. João. Desempenhou, entre 1998 e 2003, o cargo de Director-geral e de Programação do Teatro Viriato/CRAE (Centro Regional das Artes do Espectáculo das Beiras), e foi ainda Comissário para a Dança em Coimbra 2003 – Capital Europeia da Cultura. Entre 2003 e 2005 dirigiu o Ballet Gulbenkian num período conturbado que culminaria com a polémica extinção da companhia em 2005 por iniciativa da Fundação Calouste Gulbenkian no seu "quadro de reestruturação". Em 2006, regressaria ao Teatro Viriato para retomar o cargo de Director-geral e de Programação. Em 2014, foi homenageado pela Câmara Municipal de Viseu com a Medalha Municipal de Mérito, pelo seu contributo de reconhecida importância para o concelho de Viseu. Manteve-se no cargo até 2016, data em que saiu para assumir a direcção artística da Companhia Nacional de Bailado, a convite do Ministério da Cultura. Em 2019, lançou o projecto Casa da Dança, em Almada. 
Além do seu trabalho autoral, contam-se inúmeras colaborações com artistas e em projectos distintos. Em 2008, participou como coreógrafo na produção Evil Machines, de Terry Jones, para o Teatro Municipal de S. Luiz. Em 2010, coreografou o espectáculo Sombras, de Ricardo Pais. E em 2011 criou Desafinado, para o grupo Dançar com a Diferença (Madeira), e ainda um quarteto para o espectáculo colectivo Uma Coisa em Forma de Assim, com a Companhia Nacional de Bailado, para a qual criou seguidamente Du Don de Soi, um espectáculo de noite inteira, sobre o cineasta Andrei Tarkovsky e Lídia em 2014. Coreografou La Valse de Ravel para o filme de João Botelho.
Em 2022, regressou à direcção artística da sua companhia e, em 2023, iniciou um novo capítulo em Cascais, onde a companhia está sediada actualmente, para dar continuidade ao trabalho de pesquisa, de criação, de produção, de difusão e de formação em dança contemporânea.
Paulo Ribeiro assina uma obra plural com mais de 40 criações que tem sido distinguida com diversos prémios nacionais e internacionais de relevo, como o Prémio Acarte/Maria Madalena de Azeredo Perdigão, atribuído em conjunto com Clara Andermatt; o Prix d’Auteur nos V Rencontres Chorégraphiques Internationales de Seine-Saint-Denis (França); o New Coreography Award pelo Bonnie Bird Fund-Laban Centre (Reino Unido); o Prémio Bordalo da Casa da Imprensa; e o Prémio para Melhor Coreografia pela Sociedade Portuguesa de Autores, entre muitos outros. 

## Obras
- 2024 - Step Forward (programa triplo com Encantados de Servi-lo, Comédia Off e Summer's Almost Gone) - Companhia Paulo Ribeiro
- 2023 - Re-en-cantos de Mateus - Companhia Paulo Ribeiro e Fundação Casa de Mateus
- 2023 - Sem um nós não pode haver voz - Companhia Paulo Ribeiro
- 2022 - Rumor de Deuses (remontagem) - Companhia Paulo Ribeiro
- 2021 - Segunda 2  - Companhia Paulo Ribeiro
- 2019 - Memórias de Pedra. Tempo Caído - Companhia Paulo Ribeiro
- 2017 - Walking With Kylián. Never Stop Searching - Companhia Paulo Ribeiro
- 2016 - Ceci N'est Pas Un Film - Companhia Paulo Ribeiro
- 2015 -  A Festa (da insignificância) - Companhia Paulo Ribeiro
- 2014 - Modo de Utilização - Companhia Paulo Ribeiro
- 2014 - Lídia, para a CNB (Companhia Nacional de Bailado)
- 2013 - Sem um tu não pode haver um eu - Companhia Paulo Ribeiro
- 2012 - Jim - Companhia Paulo Ribeiro
  - Coreografia para o filme "La Valse" de João Botelho, para a Companhia Nacional de Bailado
- 2011 - Du Don de Soi, sobre o cineasta Andrei Tarkovwsky, para Companhia Nacional de Bailado
  - Quarteto para o espectáculo colectivo Uma Coisa em Forma de Assim, para a Companhia Nacional de Bailado
  - Desafinado, para o grupo Dançando com a Diferença (Madeira)
- 2010 - Coreografia para o espectáculo Sombras, de Ricardo Pais
  - Paisagens – onde o negro é cor, para a CPR
- 2009 - Maiorca, para a CPR
- 2008 - coreografia para Evil Machines, de Terry Jones, para o Teatro Municipal de S. Luiz
  - Feminine, para a CPR
- 2007 - Masculine, para a CPR
- 2006 - Malgré Nous, Nous Étions Là - para a CPR
- 2005 - Organic Spirit/Organic Beat/Organic Cage, para o Ballet Gulbenkian
  - Memórias de um Sábado com rumores de azul, para a CPR
- 2004 - White, para o Ballet Gulbenkian
- 2003 - Silicone Não, para a CPR
- 2002 - Três Extravagâncias - para a Casa da Música do Porto, com o Remix Ensemble/Estúdio de Ópera do Porto
- 2001 - Tristes Europeus – Jouissez Sans Entraves, para a CPR
- 2000 - Comédia Off - 2, para a CPR
- 1999 - Ao Vivo, para a CPR com Maria João e Mário Laginha
- 1998 - Memórias de Pedra – Tempo Caído, para a CPR
  - New Age, para o Nederlands Dans Theater III
- 1997 - Azul Esmeralda, para a CPR;
  - Orock, solo para Leonor Keil / CPR
- 1996 - Rumor de Deuses, para a CPR
  - Comédia Off -1, para o Ballet Gulbenkian
  - Quatro Árias de Ópera, programa colectivo para o Ballet Gulbenkian
- 1995 - Sábado 2 - para a CPR
  - Coreografia da ópera Street Scene, encenada por José Wallenstein para o Teatro de S. Carlos
- 1994 - Dançar Cabo Verde, com Clara Andermatt, para Lisboa 94 – Capital Europeia de Cultura
  - Coreografia e solo em Fados, espectáculo de Ricardo Pais
- 1993 - Waiting for Volupia, para o Nederlands Dans Theater II
  - Rambo Ribeiro, solo com o seu cão Maori
  - Inquilinos, para o Ballet Gulbenkian
- 1992 - Uma História de Paixão, para o Grand Théâtre de Génève
  - Le Cygne Renversé, para o Centre Chorégraphique de Nevers (Bourgogne)
  - Uma Ilha Num Copo de Sumo, criado para a Expo´92, em Sevilha
  - Encantados de Servi-lo, para o Ballet Gulbenkian
- 1991 - Encantados de Servi-lo, para o Nederlands Dans Theater
  - Modo de utilização
- 1990 - Ad Vitam, para o Ballet Gulbenkian
  - Percursos Oscilantes, para o Ballet Gulbenkian
  - O Beijo da Técnica no Futuro, apresentado no Acarte
- 1988 - Taquicárdia (Prémio Revelação do jornal Sete), para a CDL
- 1986 - Facéties, para a companhia Stridanse
- 1984 - Solo Meu Caro Amigo com a companhia Stridanse, apresentado na primeira Bienal Off de Lyon
  - Stride La Vampa, criação colectiva com a companhia Stridanse

## Prémios
Desde o início do seu percurso coreográfico, Paulo Ribeiro acumulou um variado número de distinções:
- 1984 - Prémio de Humor no Concurso Volinine.
- 1985 - 2.º prémio na qualidade de Dança Contemporânea no Concurso Volinine.
- 1988 - Prémio Revelação do jornal Sete por Taquicardia.
- 1994 - Prémio Acarte/Maria Madalena de Azeredo Perdigão por Dançar Cabo Verde - com Clara Andermatt.
- 1996 - Prémios de “Circulação Nacional”, atribuído pelo Instituto Português do Bailado e da Dança, e “Circulação Internacional”, atribuído pelo Centro Cultural de Courtrai (Bélgica) no âmbito do concurso “Mudanças 96”, por Rumor de Deuses.
  - Prémios nos V Rencontres Choréographiques Internationales de Seine Saint-Denis: “Prix d’Auteur”; New Coreography Award, atribuído pelo Bonnie Bird Fund-Laban Centre (Grã-Bretanha) e o Prix d’Interpretation Collective, concedido pela ADAMI (França) - júri presidido por Mathilde Monnier.
- 1999 - Prémio Almada, na categoria "Dança," do Instituto Português das Artes do Espectáculo, para o CRAE das Beiras/Teatro Viriato, partilhado com o Balleteatro e o Festival Danças na Cidade[7]
- 2001 - Prémio Bordalo (2000), na categoria "Bailado", da Casa da Imprensa, “pela sua acção como director da Companhia que instalou no Teatro Viriato de Viseu, criando uma programação dinâmica e descentralizadora da actividade”[8]
- 2009 -  distinção Coreógrafo Contemporâneo, no 1.º Portugal Dance Awards, e a do Público, no Dance Week Festival da Croácia.
- 2010 - Prémio de Melhor Coreografia para a peça Paisagens – onde o negro é cor pela Sociedade Portuguesa de Autores.